# Старий Дорогинь
Старий Дорогинь — село в Україні, в Народицькій селищній територіальній громаді Коростенського району Житомирської області. Населення становить 247 осіб.

## Історія
Перша згадка датується 1488 роком.
У 1506 – 1507 рр.овруцьким намісником був Семен Романович Волчкович. За службу литовський князь Казимір у 1488 році підтвердив Сеньку Романовичу право на помістя Дорогинь у Овруцькому повіті. Це помістя перейшло Сеньку від овруцького боярина Андрія Клуса, який узяв пана Сенька Романовича за сина. Підтвердження господар надав на прохання Сенька через те, що перша грамота на право володіти Дорогинем згоріла в Києві під час пожежі, спричиненої татарським нападом. Це міг бути 1482 рік, коли татари на чолі з кримським ханом Менґлі I Ґераєм напали на Київщину на прохання московського князя Івана III Васильовича. Нападники здобули Київ і міський замок. Семен (Сенько) Романович був одружений з сестрою київського пана Михайла Павші Тетяною. Помістя Дорогинь Сенько Романович записав своїй дружині Тетяні як віно «до живота її» - тобто до її смерті. Крім Дорогиня, Сеньку належали Кліщевичі (Кліщі) і Коцовичі, які були куплені у Васька Тихоніча, також половина Шепелич і озеро Веропуть. Діти Сенька і Тетяни - Степан та Іван – померли до 1507 року. Після смерті Сенька у 1507 році недовго прожила і дружина. Тому брат Тетяни – «пані Семеновой Романовича» – Михайло Павша звернувся у 1511 році до Сигізмунда І, щоб він підтвердив йому право на помістя сестри.
Цього ж  1511 року Сигізмунд І Старий підтвердив  Михайлу Павші маєтки Дорогин, Кліщевичі та Коцовичі. 
Після смерті Михайла Павші у 1522 році його дружина Людмила звернулася знову до Сигізмунда І щодо Дорогиня, Кліщевич і Коцович. У квітні 1524 року господар пожалував пані Михайловій Павшиній Людмилі маєтки Дорогин, Клещевичі і Кацовичі у Київському повіті вічним правом, що перейшли їй по смерті чоловіка - Михайла Павші.
Син Михайла - Богуфал Павша – власник Дорогиня і кількох сіл -  одружився з Ганною Федорівною Єлець. У Богуфала і Ганни були діти: сини Федір (? – 1624 р), якому належали Черпки, Бардичі, Підгірці і Якуб (? – 1609-13 рр.), який володів Дорогинем, і дочка Овдотія, яка вийшла заміж за Богдана Солтана.
У 1906 році село Христинівської волості Овруцького повіту Волинської губернії. Відстань від повітового міста 23 версти, від волості 8. Дворів 52, мешканців 377.